# Чилийский поморник
Чилийский поморник (лат. Stercorarius chilensis) — вид морских птиц семейства поморниковых (Stercorariidae). Подвидов не выделяют.
Птица гнездится вдоль южного побережья Южной Америки от центрального Чили до юга Аргентины. На зимовку мигрирует на север в Бразилию и Перу.
Общая численность вида, по оценкам 1996 года, составляла около 10 тысяч птиц.
Большая птица длиной 53—58 см и весом 1,1—1,7 кг, размах крыльев — 130—138 см. Оперение коричневое, на брюхе и груди светло-коричневое.
Морские хищники. Охотятся на рыбу в море, собирают на берегу морских животных, которых выбросило волнами, и тому подобное. Для вида характерен клептопаразитизм — они воруют добычу у других птиц. Питаются также падалью, нападают на больных птиц, грабят гнёзда других птиц, забирая яйца и птенцов.
Размножение начинается в ноябре, при этом особи образуют колонии высокой плотности. Гнездо строят на земле. В кладке 1—2 яйца.